# جائزة إسبانيا الكبرى للدراجات النارية 2004
جائزة إسبانيا الكبرى للدراجات النارية 2004 هو سباق دراجات نارية أقيم بتاريخ 2 مايو 2004 في حلبة خيريز. كان الجولة الثانية من أصل 16 في سباق الجائزة الكبرى للدراجات النارية موسم 2004. فاز الإسباني سيت جيبيرنو بفئة الموتو جي بي بينما جاء الإيطالي ماكس بياجي في المركز الثاني وحصل على المركز الثالث البرازيلي أليكس باروس.

## وصلات خارجية
- الموقع الرسمي